# 팔루차

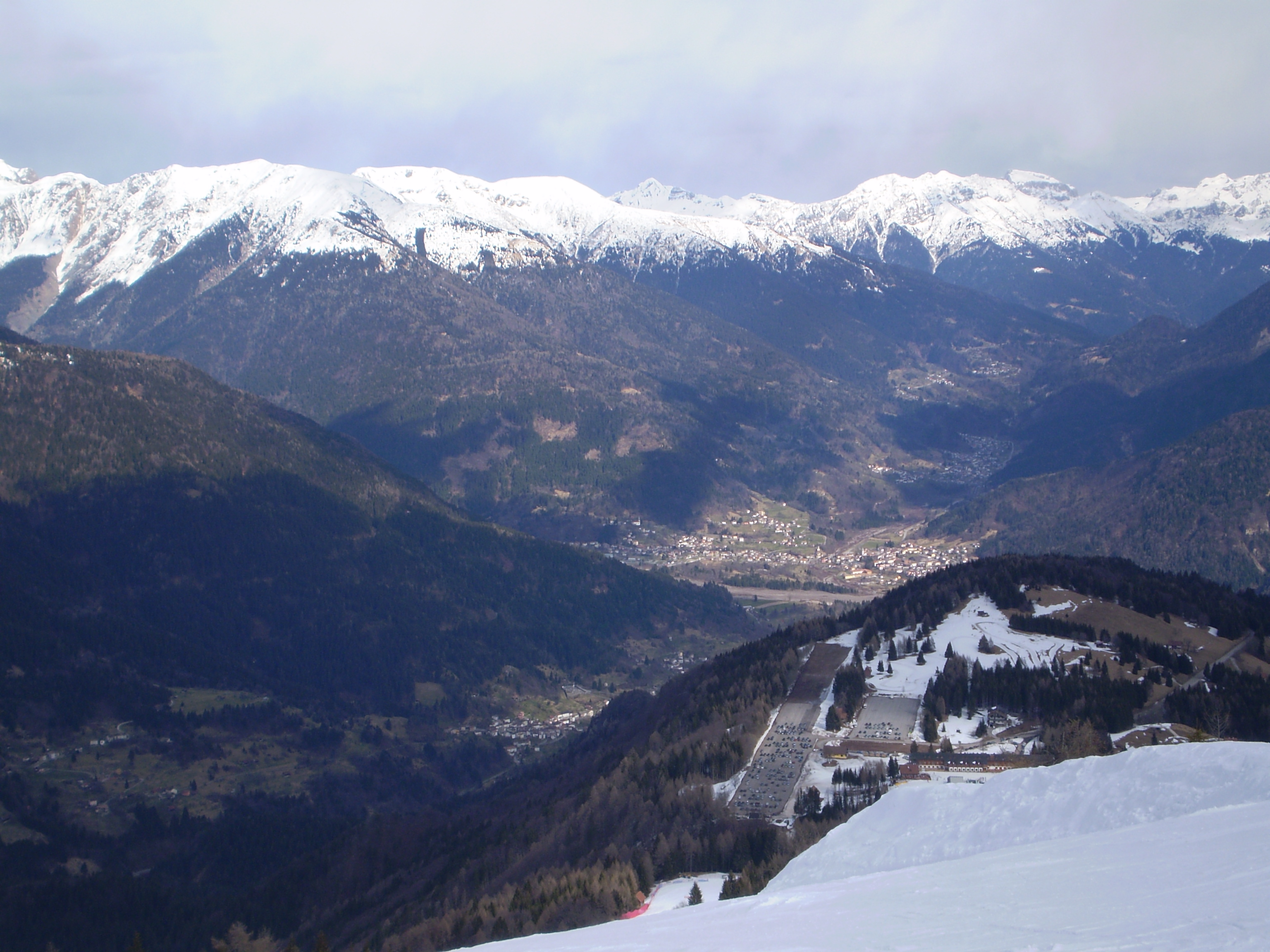
팔루차

팔루차(이탈리아어: Paluzza, 프리울리어: Paluce)는 이탈리아 프리울리베네치아줄리아주 우디네현에 위치한 코무네로 면적은 70.0km2, 인구는 2,451명(2009년 3월 기준), 인구 밀도는 35명/km2이다. 오스트리아 국경과 가까운 편이며 트리에스테에서 북서쪽으로 약 120km, 우디네에서 북서쪽으로 약 50km 정도 떨어진 곳에 위치한다.